# Henri Marie Ducrotay de Blainville
Henri Marie Ducrotay de Blainville (12. september 1777 – 1. maj 1850) var en fransk zoolog og anatom. Han var en af Georges Cuviers nærmeste medarbejdere.
Han har fået en hvalart opkaldt efter sig, Blainvilles næbhval. 